# Óengus Olmucaid
Óengus Olmucaid, o Aengus Olmucada, figlio di Fíachu Labrainne (fl. XV-XI secolo a.C.), fu, secondo la tradizione leggendaria e storica, re supremo d'Irlanda.
Durante il regno del padre conquistò la Scozia. Prese il trono uccidendo Eochu Mumu che 21 anni prima aveva ucciso suo padre. Combatté molte battaglie contro i Cruithne, i Fir Bolg, i Fomoriani e altri popoli d'Irlanda, gli abitanti delle isole Orcadi e perfino contro i Longobardi. Fu ucciso da Enna Airgtheach, figlio di Eochu Mumu, nella battaglia di Carman. Goffredo Keating data il suo regno dal 1050 al 1032 a.C., mentre gli Annali dei Quattro Maestri dal 1428 al 1410 a.C.

### Fonti antiche
- Seathrún Céitinn, Foras Feasa ar Éirinn 1.25,26
- Annali dei Quattro Maestri M3772-3791